# Großlittgen
Großlittgen là một đô thị ở huyện Bernkastel-Wittlich, trong bang Rheinland-Pfalz, Đô thị Großlittgen có diện tích 13,2 km², dân số thời điểm ngày 31 tháng 12 năm 2006 là 1018 người.